# Tempête
Tempête (Sturm) ist der Titel eines Gemäldes, das die russische Künstlerin Marianne von Werefkin 1907/08 malte. Das Werk gehört zum Bestand der Fondazione Marianne Werefkin (FMW) in Ascona. Es trägt dort die Inventar-Nummer FMW-0-0-10. Die 1907/08 datierte, zugehörige Skizze, eine bunte Gouache mit der Inventar-Nummer FMW-a24, befindet sich ebenfalls in der Sammlung der FMW.

## Technik und Maße
Es handelt sich um eine Temperamalerei auf Karton, 57 × 76 cm. Ascona

## Ikonografie
Die Ikonografie des Bildes scheint zunächst eindeutig: vier am Ufer eines Meeres stehende Frauen fürchten um das Leben ihrer Männer auf den drei Fischerbooten, die in den sturmgepeitschten Wellen des Meeres zu kentern drohen. Die ganze Ohnmacht des Menschen gegenüber den Naturgewalten veranschaulicht Werefkin durch Haltung und bewegte Gesten der Frauen.

## Die Zahlensymbolik des Bildes
Die Malerin will dem Betrachter jedoch weit mehr vermitteln: die vier Elemente – Feuer, Wasser, Luft und Erde. Die Vierzahl der Frauen stellt sie in Verbindung zur ranghöheren Dreizahl der Boote und fasst sie zusammen zur Siebenzahl mit dem Symbolgehalt der geordneten Totalität. Die höchste Stelle im Zahlensystem – wie auch im Bild – nimmt die unteilbare Zahl Eins ein, verbildlicht durch einen Leuchtturm – Sinnbild des ewigen Zieles – der mit seinem Feuer den drei Booten die rettende Richtung zeigt. Das Bild verdeutlicht, dass die durch die Lehren des Philosophen Solowjow geschulte Werefkin im Toben des Meeres ein Abbild des Lebens und elementarer Kräfte sah, die nicht imstande sind, den Zusammenhalt des Weltgebäudes zu zerstören.